# 1372
1372 (MCCCLXXII) var ett skottår som började en torsdag i den julianska kalendern.

## Händelser

### Mars
- 14 mars – Den heliga Birgitta ger sig ut på pilgrimsfärd till Heliga landet. Stannar på Cypern till 12 maj. I augusti befinner hon sig i Betlehem där hon får se en vision av Jesu födelse. I september avseglar hon mot Neapel där hon anländer i december.

### Okänt datum
- Valdemar Atterdag återvänder till Danmark.

## Födda
- Beatrice av Portugal, drottning av Kastilien.
- Elisabet av Pilica, drottning av Polen.
- Helena Dragas, kejsarinna av Bysans.

## Avlidna
- Karl Ulfsson till Ulvåsa, son till den heliga Birgitta